# Bosoni W' e Z'
Nella fisica delle particelle, i bosoni W' e Z'  (o bosoni W primo e Z primo) si riferiscono ai nuovi ipotetici bosoni di gauge che si accoppiano ai fermioni del Modello Standard tramite il loro isospin. Il loro nome deriva per analogia dai bosoni W e Z del Modello Standard.

## Tipi

### Tipi di bosoni W'
I bosoni W' spesso sorgono in modelli con un gruppo di gauge SU(2) extra. SU(2) × SU(2) è spontaneamente rotto al sottogruppo diagonale SU(2)W che corrisponde all'SU(2) elettrodebole. In modo più generale, possiamo avere n copie di SU(2), che sono dunque suddivise per una diagonale SU(2)W. Ciò fa sorgere i bosoni n−1 W+', W−' e Z'. Tali modelli possono sorgere, per esempio, dal diagramma attivo (quiver). Affinché i bosoni W' si accoppino all'isospin, devono mescolarsi al SU(2) extra e al SU(2) del Modello Standard; una copia di SU(2) deve rompersi intorno alla scala TeV (per ottenere bosoni W' con una massa TeV) lasciando un secondo SU(2) per il Modello Standard. Questo succede nei modelli di piccolo Higgs che contengono più di una copia di SU(2). Perché il W' arrivi dalla rottura di un SU(2), generalmente viene accompagnato da un bosone Z' della (quasi) stessa massa e dagli accoppiamenti relativi agli accoppiamenti di W'.
Un altro modello con i bosoni W' ma senza un fattore SU(2) aggiuntivo sono i cosiddetti modelli 331 con {\displaystyle \beta =\pm 1/{\sqrt {3}}}. La catena rompendo la simmetria {\displaystyle SU(3)_{L}\times U(1)_{X}\rightarrow SU(2)_{W}\times U(1)_{Y}} porta a una coppia di bosoni W'± e tre bosoni Z'.
I bosoni W' sorgono anche nelle teorie di Kaluza-Klein con SU(2) nella massa (bulk).

### Tipi di bosoni Z'
Vari modelli di fisica oltre il modello standard prevedono diversi tipi di bosoni Z'.
- Modelli con una nuova simmetria di gauge U(1). Z' è il bosone di gauge della simmetria (spezzata) di U(1).
- Modelli E6. Questo tipo di modello contiene due bosoni Z', che possono in generale miscelarsi.
- I modelli Topcolor e Top Seesaw di "rottura dinamica della simmetria elettrodebole" hanno i bosoni Z' per selezionare la formazione di condensati particolari.
- Modelli del piccolo Higgs. Questi modelli in genere comprendono un settore di gauge allargato, che è analizzato per la simmetria di gauge del Modello Standard intorno alla scala TeV. Oltre a uno o più bosoni Z', questi modelli spesso contengono bosoni W'.
- Modelli di Kaluza-Klein. I bosoni Z' sono modi eccitati di una simmetria di gauge di massa (bulk) neutra.
- Estensioni di Stueckelberg (vedi azione di Stueckelberg). Il bosone Z' proviene dagli accoppiamenti trovati nelle teorie delle stringhe intersecandosi con i D-brane.

## Ricerche

### Ricerche dirette
Un bosone W' potrebbe essere rilevato al collisore adronico attraverso il suo decadimento in leptone più neutrino o quark top più quark bottom, dopo essere stati prodotti nell'annichilazione quark-antiquark. Con il grande collisore adronico (LHC, Large Hadron Collider) la scoperta del W' si presume arrivi ad essere di pochi TeV.
Ricerche dirette per i bosoni Z' sono effettuate nei collisori adronici, poiché questi consentono di accedere alle più alte energie disponibili. La ricerca vaglia le risonanze di dileptoni ad alta massa: il bosone Z' sarebbe prodotto dall'annichilazione quark-antiquark decadendo in una coppia elettrone-positrone o a una coppia di muoni con carica opposta. I limiti più rigorosi attuali provengono dal Tevatrone del Fermilab, e dipendono dagli accoppiamenti del bosone Z' (che controlla la sezione d'urto della produzione); a partire dal 2006, il Tevatron esclude i bosoni Z' fino a masse di circa 800 GeV per le sezioni d'urto "tipiche" previste in vari modelli. Dotato di energia più alta di collisione e di maggiore luminosità, il grande collisore adronico estenderà questa ricerca fino a masse di Z' grandi fino 5 TeV. 
Le dichiarazioni precedenti si applicano ai modelli di "estesa larghezza". Attualmente sono emerse classi di modelli che forniscono naturalmente tracce di sezione d'urto che cadono al limite, o leggermente al di sotto dei 95 limiti del livello di confidenza fissati dal Tevatron, e quindi in grado di produrre segnali rilevabili alla sezione d'urto per un bosone Z 'in un intervallo di massa molto più vicino alla massa polare di Z che ai modelli di "ampia larghezza" discussi precedentemente.
Questi modelli di "larghezza stretta" che rientrano in questa categoria sono quelli che prevedono un Z' di Stueckelberg così come un Z' da una dimensione extra universale (vedi Z' Hunter's Guide per i link riferiti a questi documenti).

### Ricerche indirette
I limiti più ristretti riguardo ai nuovi bosoni W' vengono stabiliti tramite i loro effetti sui processi a bassa energia come il decadimento muonico, dove possono sostituire il bosone W del Modello Standard. 
Ricerche indirette per i bosoni Z' sono effettuate nei collisori elettrone-positrone, dal momento che danno accesso a misurazioni ad alta precisione delle proprietà del bosone Z del Modello Standard. I limiti provengono dalla miscelazione tra i Z' e i Z, e sono subordinati al modello perché dipendono non solo dalla massa di Z', ma anche dalla sua miscelazione con Z.  I limiti più ristretti attuali provengono dal collisore LEP del CERN, che costringe i bosoni Z' ad essere più pesanti di alcune centinaia di GeV, per i comuni parametri del modello.   L'ILC estenderà tale portata fino a 5-10 TeV a seconda del modello preso in esame, fornendo la complementarità con l'LHC perché offrirà misurazioni delle proprietà aggiuntive del bosone Z'. .

## Mescolanze Z'-Y
Possiamo avere mescolanze cinetiche di gauge tra U(1)' di bosone Z' e U(1)Y di ipercarica. Questa mescolanza porta a una modificazione del livello ad albero dei parametri di Peskin-Takeuchi.